# Jalalabad (dystrykt Prabuddhanagar)
Jalalabad – miasto w północnych Indiach w stanie Uttar Pradesh, na Nizinie Hindustańskiej.
Populacja miasta w 2001 roku wynosiła 23 568 mieszkańców.